# Copa de Georgia 2021
La Copa de Georgia 2021 o David Kipiani Cup 2021 fue la 32.ª edición de este torneo, el cual empezó a inicios del año y fue disputado durante todo el 2021. Dado que sigue el formato de eliminación directa, el equipo campeón se clasificó para la Liga Europa Conferencia de la UEFA 2022-23.
El Gagra de la Segunda División de Georgia fue el campeón defensor.

## Calendario
| Ronda            | Fecha de juego          | N.º de partidos | Clubes | Nuevos participantes | Ligas de nuevos participantes   |
| ---------------- | ----------------------- | --------------- | ------ | -------------------- | ------------------------------- |
| Primera ronda    | 21-23 de marzo de 2021  | 24              | 48     | 48                   | Ligas regionales y Liga 3       |
| Segunda ronda    | 26-27 de marzo de 2021  | 12              | 24     | Ninguno              | -                               |
| Tercera ronda    | 18-21 de abril de 2021  | 16              | 32     | 20                   | Erovnuli Liga y Erovnuli Liga 2 |
| Octavos de final | 19-10 de mayo de 2021   | 8               | 16     | Ninguno              | -                               |
| Cuartos de final | 28 de octubre de 2021   | 4               | 8      | Ninguno              | -                               |
| Semifinal        | 24 de noviembre de 2021 | 2               | 4      | Ninguno              | -                               |
| Final            | 8 de diciembre de 2021  | 1               | 2      | Ninguno              | -                               |

## Primera ronda
| Equipo 1             | Resultado | Equipo 2            |
| -------------------- | --------- | ------------------- |
| Dinamo Tbilisi II    | 3–1       | Kolkheti Khobi      |
| Chibati              | 2–4       | Iberia Tbilisi      |
| Samegrelo            | 0–6       | Tbilisi City        |
| WIT Georgia II       | 3–0       | Egrisi              |
| Odishi 1919          | 0–2       | Gori                |
| Tskhumi              | 1–3       | Merani Tbilisi II   |
| Legioni              | 1–0       | Torpedo Kutaisi II  |
| Kolkhi               | 0–5       | Didube 2014         |
| Samtskhe Akhaltsikhe | 3–2       | Sulori              |
| Martve Kutaisi       | 0–1       | Borjomi             |
| Gldani               | 1–2       | Zestafoni           |
| Margveti 2006        | 1–2       | Imereti             |
| Algeti               | 3–2       | Meshakhte           |
| Varketili            | 0–1       | Kolkheti Poti       |
| Tbilisi 2016         | 1–1 (5–4) | Merani Martvili II  |
| Skuri                | 0–4       | Spaeri              |
| Shukura Kobuleti II  | 0–1       | Shturmi             |
| Zana Abasha          | 0–4       | Magharoeli Chiatura |
| Irao                 | 1–3       | Aragvi Dusheti      |
| Khikhani             | 0–3       | Matchakhela         |
| Samgurali II         | 0–0 (4–2) | Betlemi Keda        |
| Bakhmaro             | 0–0 (4–5) | Guria               |
| FC Tbilisi           | 1–4       | Saburtalo II        |
| Liakhvi Achabeti     | 0–1       | Iberia 2010         |

## Segunda ronda
| Equipo 1          | Resultado | Equipo 2             |
| ----------------- | --------- | -------------------- |
| Dinamo Tbilisi II | 4–0       | Imereti              |
| Legioni           | 3–1       | Samtskhe Akhaltsikhe |
| Borjomi           | 0–1       | Didube 2014          |
| Zestafoni         | 2–1       | Merani Tbilisi II    |
| Algeti            | 0–0 (5–6) | Magharoeli Chiatura  |
| Iberia Tbilisi    | 0–2       | WIT Georgia II       |
| Gori              | 3–1       | Tbilisi City         |
| Aragvi Dusheti    | 1–0       | Kolkheti Poti        |
| Tbilisi 2016      | 1–3       | Saburtalo II         |
| Iberia 2010       | 0–4       | Samgurali II         |
| Shturmi           | 1–6       | Spaeri               |
| Matchakhela       | 0–2       | Guria                |

## Tercera ronda
| Equipo 1            | Resultado | Equipo 2           |
| ------------------- | --------- | ------------------ |
| Zestafoni           | 1–2       | Aragvi Dusheti     |
| Guria               | 1–2       | Chikhura Sachkhere |
| Legioni             | 0–5       | Shevardeni 1906    |
| Spaeri              | 0–1       | Saburtalo          |
| Dinamo Tbilisi II   | 2–1       | WIT Georgia        |
| Didube 2014         | 1–2       | Gori               |
| Magharoeli Chiatura | 0–3       | Samgurali          |
| Shukura Kobuleti    | 1–0       | Dinamo Tbilisi     |
| WIT Georgia II      | 0–0 (6–7) | Dila Gori          |
| Merani Tbilisi      | 2–5       | Locomotive Tbilisi |
| Saburtalo II        | 2–5       | Gareji             |
| Samgurali II        | 1–3       | Telavi             |
| Sioni               | 4–2       | Samtredia          |
| Gagra               | 5–2       | Dinamo Zugdidi     |
| Merani Martvili     | 0–0 (3–1) | Torpedo Kutaisi    |
| Rustavi             | 0–2       | Dinamo Batumi      |

## Octavos de final
| Equipo 1           | Resultado | Equipo 2         |
| ------------------ | --------- | ---------------- |
| Merani Martvili    | 0–1       | Gagra            |
| Locomotive Tbilisi | 2–0       | Telavi           |
| Chikhura Sachkhere | 0–5       | Dinamo Batumi    |
| Dinamo Tbilisi II  | 0–1       | Gareji           |
| Sioni              | 1–3       | Samgurali        |
| Saburtalo          | 3–1       | Dila Gori        |
| Shevardeni 1906    | 0–2       | Shukura Kobuleti |
| Gori               | 2–0       | Aragvi Dusheti   |

## Cuartos de final
| Equipo 1           | Resultado | Equipo 2         |
| ------------------ | --------- | ---------------- |
| Locomotive Tbilisi | 1–3       | Dinamo Batumi    |
| Gareji             | 1–2       | Saburtalo        |
| Gagra              | 1–2       | Shukura Kobuleti |
| Gori               | 1–2       | Samgurali        |

## Semifinales
| Equipo 1         | Resultado | Equipo 2      |
| ---------------- | --------- | ------------- |
| Shukura Kobuleti | 2–3       | Samgurali     |
| Saburtalo        | 2–1       | Dinamo Batumi |

## Final
| Final; 8 de diciembre de 2021, 17:00 | Samgurali | 0 - 1   | Saburtalo Tbilisi | Estadio Ramaz Shengelia, Kutaisi |                              |
|                                      |           | Reporte | 67' Tabatadze     | Árbitro(s): Jarosław Przybył     | Árbitro(s): Jarosław Przybył |

|                                      |
| Campeón Saburtalo Tbilisi 2.° título |